# Calpamos
Calpamos è un pianeta immaginario dell'universo fantascientifico di Alien, apparso in svariati film della serie oltre che nel suo prequel Prometheus, in quanto intorno ad esso orbita la luna LV-426, pianeta su cui si svolgono la maggior parte delle vicende del film.

## Caratteristiche
Calpamos, noto anche come Zeta Reticuli IV, è il quarto pianeta in orbita attorno al sistema stellare doppio Zeta² Reticuli a 39 anni luce dalla Terra. Si tratta di un enorme gigante gassoso situato al limitare della zona abitabile dei suoi due soli. Completa la sua orbita in poco più cinque giorni e compie una rotazione su sé stesso in meno di due ore. È provvisto di un sistema di anelli e possiede tre lune, ovvero LV-426, LV-223 e un terzo satellite, più piccolo, che orbita in mezzo ai suoi anelli.
Calpamos è grande quasi il quintuplo di Giove, tanto che occupa quasi tutto il cielo di LV-223 (seconda luna in ordine di distanza) e buona parte di quello di LV-426 (terza luna in ordine di distanza). A causa di queste dimensioni possiede un nucleo roccioso molto grande e pertanto ha un campo magnetico così forte da comprendere in esso tutti e tre i suoi satelliti.
A causa di questo campo magnetico e delle forze mareali esercitate dal pianeta, le sue lune sono costantemente devastate da tempeste con venti che viaggiano a quasi quattrocento chilometri orari cariche di silicio elettrostatico generato dall'attrito delle nubi. Queste caratteristiche sono presenti soprattutto su LV-223. Anche LV-426 è soggetta a tali perturbazioni, ma di intensità molto minore. È ignota la velocità che i venti raggiungono invece sulla terza luna di Calpamos, ancora più vicina al pianeta di LV-223, ma è probabile che arrivino fino a settecento chilometri orari.
Calpamos è composto soprattutto da idrogeno, ma possiede anche ammoniaca, metano e vapore acqueo. Queste caratteristiche sono presenti anche nelle sue lune, che pertanto hanno la possibilità di sostenere la vita. Tuttavia a causa dei venti e del frequente oscuramento del sole da parte del pianeta, la temperatura sui satelliti è molto bassa: LV-426 arriva appena a -180 °C, mentre LV-223 tocca i -273 °C.

## Storia
Calpamos fa la sua prima comparsa nel film Alien, dove appare in diverse sequenze nei cieli di LV-426 e anche in alcune girate nello spazio. In questo film, Calpamos era conosciuto solo col nome Zeta² Reticuli IV e la sua luna non aveva ancora acquisito un nome. Lo stesso pianeta ricompare poi in Aliens - Scontro finale, dove la sua luna viene battezzata LV-426, soprannominata anche Acheron. Viene infine brevemente citato in Alien - La clonazione, in cui la sua luna è chiamata Acheron LV-426.
In Prometheus il pianeta è più approfondito: si scopre che esso ha altre due lune e che LV-426 non era ancora stata scoperta nel tardo ventunesimo secolo (quando viene mostrato tramite un ologramma in una scena del film si vedono chiaramente solo due satelliti). Il film stavolta è quindi ambientato su LV-223, che si scopre poi essere stato duemila anni prima un avamposto militare di una razza aliena detta Ingegneri.

## Apparizioni
Calpamos compare nei seguenti film:
- Alien
- Aliens - Scontro finale
- Alien - La clonazione (citato)
- Prometheus